# Global Underwater Explorers
Global Underwater Explorers (GUE) ist eine 1998 gegründete gemeinnützige Tauchorganisation. Basierend auf den Erfordernissen des technischen, Höhlen- und Mischgastauchens hatte sie in ihren Anfängen die Ausbildung von Explorationstauchern zum Ziel.

## Geschichte
Die Organisation wurde 1998 von Jarrod Jablonski und anderen Angehörigen des Woodville Karst Plain Project (WKPP) in Florida gegründet. Jarrod Jablonski war ein Verfechter des Hogarthian-Tauchausrüstungs-Systems und der Prinzipien von Doing it right. Weltweit unterrichtete er Taucher nach diesen Vorgaben. 1995 wurden im Rahmen von WKPP Verfahren und Protokolle standardisiert, was in der Folge zu einer deutlichen Reduktion der Tauchunfälle führte. Diese Standardisierungen bilden die Grundlage für alle Ausbildungen des GUE.
Mit der wachsenden Beliebtheit des Do-it-right-Systems wuchs auch die GUE und wurde insbesondere im Bereich des Höhlentauchens weltweit bekannt. Neben der Tauchausbildung hat sich die GUE der Unterwasser-Entdeckung und -Forschung im Bereich der Ökologie und Dekompression verschrieben. Die GUE verfügt heute weltweit über mehr als 100 Tauchlehrer.

## Ziele
Die Vereinigung will die Sicherheit für Taucher verbessern und die Unterwasserwelt schützen. Erreicht werden sollen diese Ziele durch eine hohe Qualität der Tauchausbildung und durch Forschung. GUE gab sich deshalb die folgenden Grundsätze:
- Sichere, qualifizierte und sachkundige Taucher ausbilden
- Unterwasserforschung betreiben und fördern
- Unterwasser-Entdeckungen aktiv verfolgen
- Die Integrität der Unterwasserwelt erhalten
- Die Öffentlichkeit mit Informationen über die Unterwasserwelt versorgen.

## Ausbildung

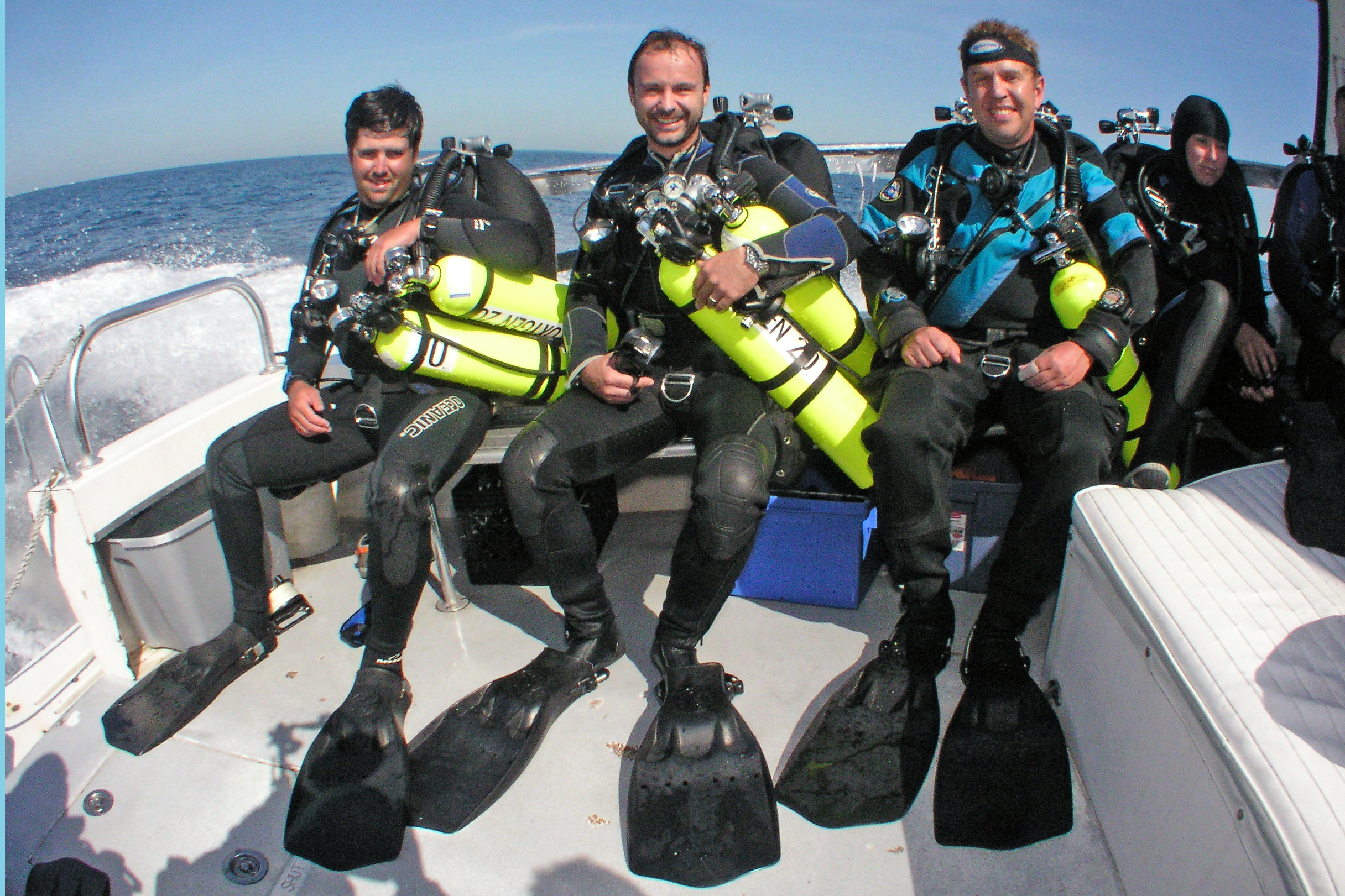
Mit der für DIR typischen Ausrüstungs-Konfiguration ausgestattete Taucher

GUE-Kurse unterscheiden sich inhaltlich von Ausbildungen anderer Tauchorganisationen unter anderem dadurch, dass eine bestimmte Ausrüstungkonfiguration – nach den DIR-Prinzipien – in allen Kursen vermittelt wird. Jedes GUE-Brevet ist nur zeitlich beschränkt gültig. Der Taucher muss 25 Tauchgänge auf dem jeweiligen Niveau innerhalb von drei Jahren nachweisen, um das Brevet verlängern zu können. Neben dem Bestehen (pass) und Nichtbestehen (fail) einer Ausbildung gibt es eine weitere Bewertungsstufe (provisional), die es dem Kursteilnehmer erlaubt, die erkannten Defizite innerhalb von sechs Monaten zu beseitigen und sich erneut prüfen zu lassen. Eine Bewertung mit fail bedeutet, dass der ganze Kurs wiederholt werden muss. Zu weiteren Besonderheiten aller GUE-Ausbildungen gehört, dass jeder Kursteilnehmer den Tauchlehrer und den Kurs bewerten muss und zudem kein Raucher sein darf. Wie bei den meisten Tauchausbildungen muss außerdem ein ärztliches Attest vorgelegt werden, das die Tauchtauglichkeit bestätigt.
Die Ausbildung unterteilt sich in vier sogenannte Curricula:

### Recreational Diver Curriculum
Das Recreational Diver Curriculum (engl. für Sporttaucher-Lehrgang) beinhaltet die folgenden Tauchausbildungen:

#### Recreational Diver Level 1 – Nitrox Diver (Rec 1)
Diese Grundtauausbildung entspricht dem Autonomous Diver nach der internationalen Norm ISO 24801-2 und einer Nitrox-Ausbildung nach ISO 11107. Neben den Grundlagen des Gerätetauchens erlernt der Tauchschüler das Tauchen mit angereicherter Luft (Nitrox). Eine maximale Tauchtiefe von 21 Metern wird nicht überschritten und es werden keine Dekompressions-Tauchgänge gemacht. Dieser Kurs dauert mindestens fünf Tage. Zu Beginn des Kurses sind keine Vorkenntnisse über den Tauchsport notwendig. Es wird ein Alter von mindestens 14 Jahren sowie eine gute körperliche Fitness vorausgesetzt.

#### Recreational Diver Level 2 – Triox Diver (Rec 2)
Diese Ausbildung legt das Schwergewicht auf das Tauchen mit Triox, die Rettung von verunfallten Tauchern und die Dekompressions-Theorie. Eine maximale Tauchtiefe von 30 Metern wird nicht überschritten. Dieser Kurs dauert mindestens fünf Tage und beinhaltet sowohl zehn Theorielektionen als auch zehn Tauchgänge. Neben einer Brevetierung als GUE Recreational Diver Level 1 oder GUE Fundamentals ist ein Mindestalter von 16 Jahren, eine gute körperliche Fitness und ein ärztliches Attest die Voraussetzung für diese Ausbildung. Zusätzlich muss der Tauchschüler mindestens 25 Tauchgänge nach dem Abschluss seiner Grundtauchausbildung absolviert haben.

#### Recreational Diver Level 3 – Trimix Diver (Rec 3)
Diese Ausbildung legt das Schwergewicht auf das Tauchen in größerer Tiefe mit Trimix und sie erfüllt die Anforderungen des Dive Leaders nach ISO 24801-3. Eine maximale Tauchtiefe von 39 Metern wird nicht überschritten. Dieser Kurs dauert mindestens fünf Tage und beinhaltet mindestens neun Theorielektionen sowie acht Tauchgänge. Neben einer Brevetierung als GUE Recreational Diver Level 2 ist ein Mindestalter von 18 Jahren die Voraussetzung für diese Ausbildung. Der Tauchschüler muss mindestens 65 Nicht-Ausbildungs-Tauchgänge absolviert haben, mindestens zehn davon muss er mit einer Doppeltauchflasche getaucht sein.

### Foundational Diver Curriculum
Das Foundational Diver Curriculum (engl. für grundlegender Taucher-Lehrgang) wendet sich an bereits nach den Standards anderer Tauchsportorganisationen ausgebildete Taucher und ermöglicht so den Einstieg in das GUE-Ausbildungssystem. Es beinhaltet die folgenden Tauchausbildungen:

#### Fundamentals Course
Die Fundamental-Ausbildung richtet sich an Sporttaucher, die bereits ein Brevet besitzen, das mindestens die Anforderungen des Autonomous Diver nach ISO 24801-2 erfüllt. In diesem Kurs können sie ihr Wissen und ihre Fertigkeiten vertiefen und das DIR-System kennenlernen. Dieser Kurs eröffnet die Möglichkeit, weiterführende Ausbildungen von GUE zu besuchen. Der Kurs besteht aus mindestens zehn Theorielektionen und sechs Tauchgängen. Eine maximale Tauchtiefe von 18 Metern wird nicht überschritten und es werden keine Dekompressions-Tauchgänge gelernt. Neben einer abgeschlossenen Grundtauchausbildung ist ein Mindestalter von 16 Jahren, eine gute körperliche Fitness und ein ärztliches Attest die Voraussetzung für diese Ausbildung. Zudem muss der Tauchschüler laut den Regeln von GUE Nichtraucher sein. Der Kurs kann mit zwei unterschiedlichen Bewertungen (recreational oder technical) bestanden werden. Um Kurse aus den Curricula Technical Diving oder Cave Diving absolvieren zu können, wird die Bewertung technical benötigt.

#### Doubles Primer
Dieser Kurs ermöglicht das Erlernen der Handhabung und Konfigurationen von Doppeltauchflaschen (Doppelgerät). Die Kursdauer beträgt einen Tag und beinhaltet zwei Theorielektionen sowie drei Tauchgänge. Voraussetzung ist eine abgeschlossene Grundtauchausbildung nach ISO 24801-2 und ein Mindestalter von 16 Jahren.

#### Dry Suit Primer
Dieser Kurs ermöglicht das Erlernen des Tauchens mit einem Trockentauchanzug. Die Kursdauer beträgt einen Tag und beinhaltet zwei Theorielektionen sowie drei Tauchgänge. Voraussetzung ist eine abgeschlossene Grundtauchausbildung nach ISO 24801-2 und ein Mindestalter von 16 Jahren.

#### GUE Primer
Dieser Kurs soll die Tarierung, Trimmung und den Flossenschlag eines Tauchers perfektionieren und die Organisation im Buddy-Team sowie andere Grundlagen des Tauchens vertiefen. Am Ende dieses Kurses wird kein Brevet ausgestellt. Die Kursdauer beträgt zwei Tage und beinhaltet zwei Theorielektionen sowie drei Tauchgänge. Voraussetzung ist eine abgeschlossene Grundtauchausbildung nach ISO 24801-2 und ein Mindestalter von 16 Jahren.

#### Diver Propulsion Vehicle Level 1
Diese Tauchausbildung vermittelt das grundlegende Wissen und die nötigen Fähigkeiten, um einen Tauchscooter nutzen zu können. Die Kursdauer beträgt zwei Tage und beinhaltet zwei Theorielektionen sowie drei Tauchgänge. Neben einer Brevetierung als GUE Recreational Diver Level 1 oder GUE Fundamentals muss ein Teilnehmer ein Mindestalter von 16 Jahren haben. Seit seiner Grundtauausbildung muss ein Tauchschüler mindestens 75 Tauchgänge absolviert haben.

#### Diver Propulsion Vehicle Level Cave
Diese Tauchausbildung vermittelt das grundlegende Wissen und Fähigkeiten, um einen Tauchscooter in Höhlen nutzen zu können. Daneben wird auf die Verwendung von mehreren Scootern und Notfallpläne eingegangen. Die Kursdauer beträgt fünf Tage und beinhaltet vier Theorielektionen und sieben Tauchgänge. Neben einer Brevetierung als Cave Diver Level 2 und  Diver Propulsion Vehicle Level 1 muss ein Teilnehmer ein Mindestalter von 18 Jahren haben. Seit Abschluss des Cave-2-Kurses muss der Tauchschüler mindestens 50 Tauchgänge auf Cave-2-Level durchgeführt haben.

#### Documentation Diver
Der Kurs wurde entwickelt, um Tauchern die notwendigen Kenntnisse und Fertigkeiten zu vermitteln, die benötigt werden, um ein Projekt dokumentieren zu können. Voraussetzungen für die Teilnahme am Kurs sind der erfolgreiche Abschluss eines Fundamentals- oder eines Rec-1-Kurses sowie mindestens 25 Tauchgänge nach Abschluss des Fundamentalskurses oder 75 Tauchgänge nach Abschluss der einer beliebigen taucherischen Grundausbildung. Das Mindestalter beträgt 18 Jahre.

### Technical Diver Curriculum
Das Technical Diver Curriculum (engl. für Lehrgang für technisches Tauchen) beinhaltet die folgenden Tauchausbildungen:

#### Technical Diver Level 1 (Tech 1)
Während dieser Tauchausbildung erlernt der Taucher den Umgang mit unterschiedlichen Atemgasen, die für tiefere Tauchgänge und die Aufstiegsphase eingesetzt werden. Dabei wird das Gas für den Aufstieg in einer zusätzlichen Flasche (Stagetank) mitgeführt. Weitere Inhalte sind die Gefahren von Helium-Anteilen in Atemgasen und spezielle Dekompressions-Verfahren. Dieser Kurs ermöglicht den Einstieg in das technische Tauchen. Der Kurs dauert mindestens sechs Tage und beinhaltet zehn Theorielektionen sowie neun Tauchgänge. Die maximale Tauchtiefe beträgt 51 Meter. Tauchschüler müssen mindestens 18 Jahre alt sein, mindestens 100 Tauchgänge absolviert und den GUE-Fundamentalskurs mit einem Tech pass abgeschlossen haben. Wird der Kurs in einer Höhle durchgeführt, müssen die Teilnehmer mindestens ein Cave-Diver-Level-2-Brevet besitzen und der Instructor Cave 2 Instructor sein.

#### Technical Diver Level 1 “Plus” Upgrade
Dieser Vertiefungs-Kurs vertieft die Kenntnisse der Ausbildung GUE Technical Diver Level 1 im Bereich der unterschiedlichen Atemgasgemische. Zusätzlich zu der im Tech-1-Kurs verwendeten Ausrüstung wird zur Verlängerung der möglichen Tauchzeit eine weitere Tauchflasche (Bottomstage) mitgeführt, die das gleiche Gasgemisch wie das Rückengerät enthält. Der Kurs dauert ein bis zwei Tage und beinhaltet vier Theorielektionen und zwei Tauchgänge. Vor einer Teilnahme sind eine abgeschlossene GUE-Technical-Diver-Level-1-Ausbildung sowie mindestens 25 technische Tauchgänge danach nachzuweisen.

#### Technical Diver Level 2 (Tech 2)
Diese Tauchausbildung beinhaltet die Verwendung von reinem Sauerstoff bei der Dekompression und der Umgang mit Atemgasgemischen, deren Sauerstoffgehalt weniger als 18 % beträgt. Die Tauchgangplanung und die Konfiguration der Tauchausrüstung wird ebenfalls vertieft. Der Kurs dauert mindestens sechs Tage und beinhaltet mindestens sieben Tauchgänge und sechs Theorielektionen. Die maximale Tauchtiefe beträgt 75 Meter. Zur Teilnahme sind eine abgeschlossene GUE-Technical-Diver-Level-1-Ausbildung sowie mindestens 25 Tauchgänge nach Brevetierung nachzuweisen. Zusätzlich muss ein Teilnehmer mindestens 50 Tauchgänge mit Doppelgerät und mindestens 25 Tauchgänge mit Nutzung eines Dekompressionsgases durchgeführt haben. Das Mindestalter für die Teilnahme beträgt 18 Jahre. Wird der Kurs in einer Höhle durchgeführt, müssen die Teilnehmer mindestens ein Cave-Diver-Level-2-Brevet besitzen und der Instructor Cave 2 Instructor sein.

#### Technical Diver Level 2 “Plus” Upgrade
Das Technical Diver Level 2 “Plus” Upgrade ist eine erfahrungsbasierte Brevetierungsstufe, die zum Tauchen auf eine Tiefe von 90 Meter berechtigt. Um das Upgrade zu beantragen, muss der Taucher die Durchführung von mindestens 25 Tauchgängen auf Tech-2-Niveau nachweisen.

#### Technical Diver Level 3 (Tech 3)
Die für extreme Tauchgänge nötigen Fähigkeiten und das dazu nötige Wissen werden in diesem Kurs vermittelt. Dazu zählen ein erweitertes Verständnis der Mischgase, die zur Atmung verwendet werden, und weitere Schwerpunkte, wie die Tauchgangplanung, Dekompressionskrankheit, Sauerstoffvergiftung, Tauchscooter (DPV) und Wärmeisolation. Der Kurs dauert mindestens sieben Tage und beinhaltet mindestens zehn Tauchgänge. Zur Teilnahme sind eine abgeschlossene GUE-Technical-Diver-Level-2- und eine GUE-Cave-Diver-Level-1-Ausbildung nachzuweisen. Zusätzlich muss ein Teilnehmer insgesamt über 300 Tauchgänge absolviert haben.

#### Rebreather Diver
Diese Tauchausbildung vermittelt das grundlegende Wissen und die nötigen Fähigkeiten, um ein von GUE anerkanntes Kreislauftauchgerät nutzen zu können. Die Kursdauer beträgt fünf Tage und beinhaltet zwölf Theorielektionen sowie acht Tauchgänge. Neben einer Brevetierung als GUE Technical Diver Level 2 muss ein Teilnehmer ein Mindestalter von 21 Jahren haben und seit dem Abschluss der GUE-Technical-Diver-Level-2-Ausbildung mindestens 25 Tauchgänge auf Tech-2-Niveau nachweisen.

### Cave Diver Curriculum
Das Cave Diver Curriculum (engl. für Höhlentaucher-Lehrgang) beinhaltet die folgenden Tauchausbildungen:

#### Cave Diver Level 1 (Cave 1)
Dieser Kurs vermittelt neben den grundlegenden Techniken des Höhlentauchens Wissen über die Tauchgangplanung, Team-Organisation, Navigation, Notfallverfahren und den Umweltschutz in einer Höhle. Die Ausbildung dauert mindestens fünf Tage und beinhaltet zehn Theorielektionen sowie zwölf Tauchgänge. Acht dieser Tauchgänge finden in einer Höhle außerhalb der Tageslichtzone statt. Die maximale Tauchtiefe beträgt 30 Meter. Tauchschüler müssen mindestens 18 Jahre alt sein, mindestens 100 Tauchgänge absolviert und den GUE-Fundamentalskurs mit einem Tech pass abgeschlossen haben. Die Teilnahme an dieser Ausbildung wird nur Tauchern mit einer sehr guten körperlichen Fitness empfohlen.

#### Cave Diver Level 2 (Cave 2)
Dieser Kurs ist stark auf Erweiterungen der praktischen Fähigkeiten eines Höhlentauchers fokussiert. Die wichtigsten Inhalte sind die Tauchausrüstung, das Buddy-Team, die Handhabung unterschiedlichen Atemgase, Problemlösung, Stress-Management und Navigation für Fortgeschrittene. Die Ausbildung dauert mindestens fünf Tage und beinhaltet mindestens zehn Tauchgänge in mindestens drei unterschiedlichen Höhlen. Die maximale Tauchtiefe beträgt 30 Meter. Voraussetzung für diese Ausbildung ist eine abgeschlossene GUE-Cave-Diver-Level-1-Ausbildung sowie mindestens 25 Tauchgänge in einer Höhle.

#### Cave Diver Level 3 (Cave 3)
Dieser Kurs soll den Taucher befähigen, lange und komplexe Höhlen-Expeditionen zu unternehmen. Neben der fortgeschrittenen Handhabung unterschiedlicher Atemgase gehörten Überlebensstrategien und der Einsatz von Tauchscootern in Höhlen zum Inhalt. Die Ausbildung dauert mindestens sieben Tage und beinhaltet mindestens zehn Tauchgänge. Die maximale Tauchtiefe beträgt 30 Meter. Voraussetzung für diese Ausbildung sind der Abschluss der GUE-Cave-Diver-Level-2-Ausbildung, des GUE-Tech-1-, des Documentation-Diver- sowie eines DPV-Kurses. Tauchschüler müssen über 21 Jahre alt sein und mindestens 100 Tauchgänge in einer Höhle absolviert haben, davon 75 nach der Cave-2-Zertifizierung.

#### Underwater Cave Survey Course
Diese Ausbildung soll erfahrenen Höhlentauchern befähigen, Unterwasserhöhlen zu vermessen. Dabei geht der Kurs auf die Kartografie ebenso ein wie auf die Team-Arbeit unter dem Wasser. Die Ausbildung dauert mindestens fünf Tage und beinhaltet mindestens zehn Tauchgänge sowie zehn Theorielektionen. Die maximale Tauchtiefe beträgt 30 Meter. Voraussetzung für diese Ausbildung sind der Abschluss der GUE-Cave-Diver-Level-2-Ausbildung. Teilnehmer müssen über 18 Jahre alt sein und mindestens 200 Tauchgänge absolviert haben, davon 25 nach der Cave-2-Zertifizierung.

### Tauchlehrer-Ausbildungen
Tauchlehrer werden in einer Instructor Training Course genannten Ausbildung trainiert. Es gibt gesonderte Tauchlehrer-Ausbildungen für jedes einzelne Curriculum. Jedes Curriculum verfügt über drei Tauchlehrer-Level. Ausgebildet werden die Tauchlehrer durch sogenannte Instructor Trainer (IT), die nach dem Vier-Augen-Prinzip von einem sogenannten Instructor Evaluator (IE) beaufsichtigt und beraten werden. Der Instructor Evaluator nimmt auch die Tauchlehrer-Prüfungen ab.

## Forschung
Das Woodville Karst Plain Project (WKPP) ist das bedeutendste Forschungs-Projekt, an dem die GUE mitarbeitet. WKPP befasst sich neben Fragen der Tauchsicherheit vor allem mit der Erforschung und Vermessung von noch unbekannten Höhlen-Teilen.